# Maison au 16, rue Traversière à Altkirch
La maison au 16, rue Traversière est un monument historique situé à Altkirch, dans le département français du Haut-Rhin.

## Localisation
Ce bâtiment est situé au 16, rue Traversière à Altkirch.

## Historique
L'édifice fait l'objet d'une inscription au titre des monuments historiques depuis 1937.